# Pendria rinaria
Pendria rinaria är en fjärilsart som beskrevs av Moore 1859. Pendria rinaria ingår i släktet Pendria och familjen tofsspinnare. Inga underarter finns listade i Catalogue of Life.